# Haderfleck
Haderfleck  ist ein Stadtteil von Neustadt an der Donau im Landkreis Kelheim in Niederbayern. Der Stadtteil hat 7 Einwohner (Stand 1. Januar 2024).

## Lage

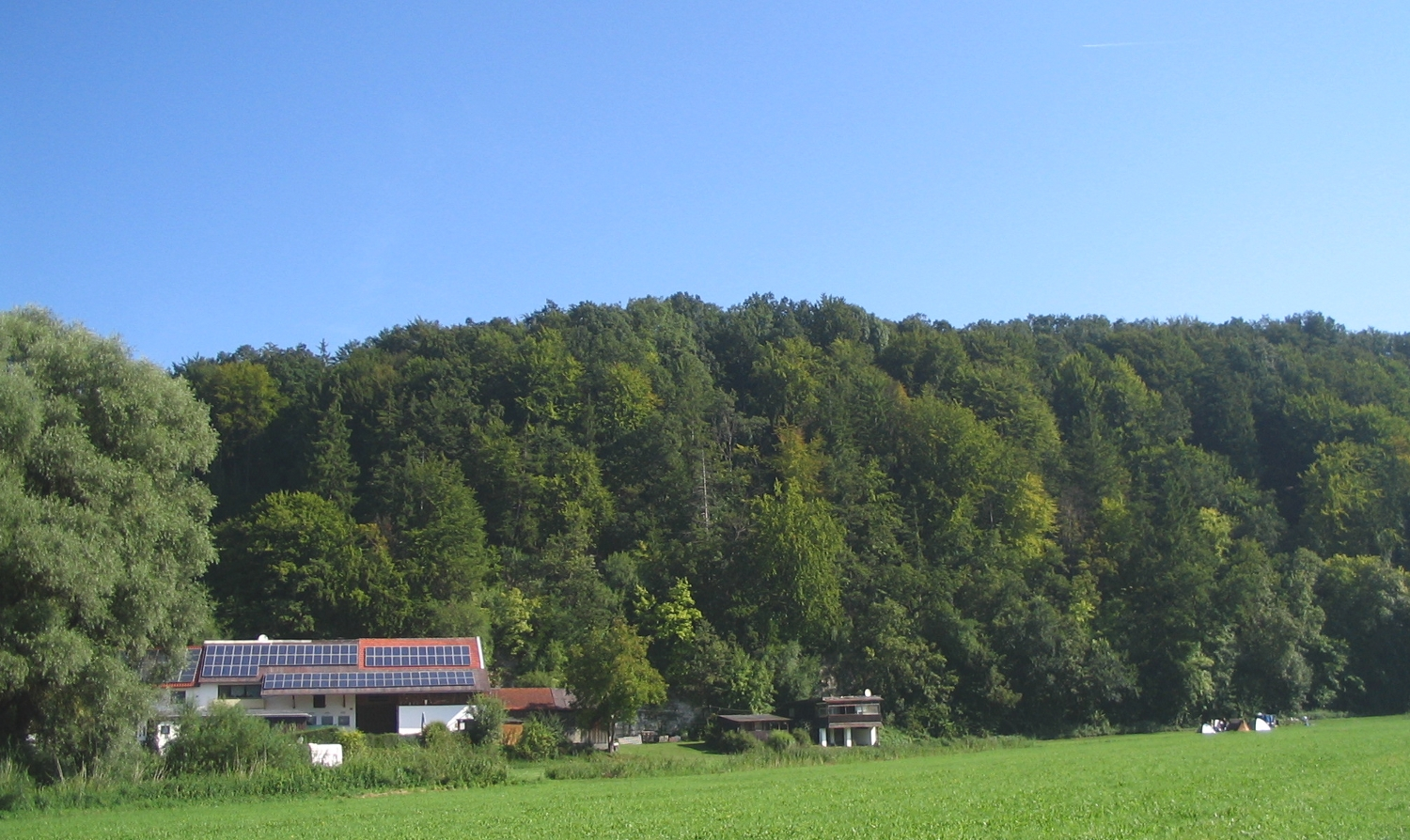
Haderfleck

Der Weiler liegt am Ende eines von Westen, Richtung Donau abfallenden Längstrockentales, unmittelbar am linken Ufer eines Donaubogens. Gleichzeitig beginnt hier die Donau sich in den Jura einzuschneiden. Im Ort beginnen linksseitig die senkrechten Steilufer der Donau, die 2 Kilometer flussabwärts beim Kloster Weltenburg in den Donaudurchbruch übergehen. Nördlich und westlich liegen die großen Waldflächen des Hienheimer Forstes.
Neustadt an der Donau liegt etwa 12 Kilometer südlich des Ortes. Regensburg ist in östlicher Richtung zirka 45 Kilometer und Ingolstadt in westlicher 30 Kilometer entfernt.

## Geschichte
Zwischen dem Weiler und dem Ort Hienheim beginnt der Obergermanisch-Raetische Limes. Das an der Straße nach Kelheim 1856 errichtete Denkmal „Hadriansäule“ erinnert daran. Die Wortverwandtschaft des Ortsnamens zum Namen des Miterbauers der Wallanlage, dem römischen Kaiser Hadrian, verleitet vielfach zu der Aussage, Haderfleck habe seinen Namen von Kaiser Hadrian.
Die Erklärung des Namens aus „Hadriani vicus“ (= Hadriansdorf) ist eher nicht anzunehmen. Es sei wahrscheinlicher, dass der Name für Hader-, das heißt für Waldleute stehe, die in Haderfleck ihren Wohnsitz hatten.
Der Weiler, ursprünglich zum Dorf Hienheim gehörend, wurde mit diesem am 1. Januar 1978 im Rahmen der bayerischen Gebietsreform in die Stadt Neustadt an der Donau eingegliedert.

## Wirtschaft und Infrastruktur
Auf den beiden Gehöften wird Land- und Forstwirtschaft betrieben. Haderfleck hat sich bei Kanuwanderern einen Namen gemacht. Am Ort besteht Möglichkeit zum Campen.